# Nevada
Nevada é um dos 50 estados dos Estados Unidos, localizado na região dos estados das Montanhas Rochosas. O estado de Nevada possui as maiores taxas de crescimento populacional de todo os Estados Unidos, em grande parte graças à grande imigração de mexicanos na região. O crescimento populacional do estado entre 1990 e 2000 foi de 66,3%, enquanto a população do país como um todo cresceu 13,1%. Entre 2000 e 2010, o estado foi de novo o que mais cresceu em percentagem, registando-se no censo dos Estados Unidos de 2010 2 700 551 habitantes, um aumento de 35,1% face a 2000. Porém, a maior parte de Nevada é escassamente povoada. A maior parte da população do estado concentra-se em dois núcleos urbanos distintos:Las Vegas, Carson City e Reno.
Os primeiros europeus a explorarem a região foram os espanhóis. Estes exploradores deram o nome de Nevada à região por causa da neve, que era comum nos meses de inverno. Nevada foi uma colónia espanhola até 1821, quando o México tornou-se independente, e Nevada passou a fazer parte do México. Em 1848, com o final da Guerra Mexicano-Americana, Nevada passou a fazer parte dos Estados Unidos. Em 31 de outubro de 1864, Nevada foi elevado à categoria de estado dos Estados Unidos, durante a Guerra de Secessão. Por causa disso, o estado foi cognomeado de The Battle Born State.
Grandes reservas de prata foram encontrados em Nevada durante a década de 1870. Isto deu ao estado de Nevada o cognome de The Silver State. Atualmente, a economia de Nevada ainda possui a mineração como uma fonte de renda primária, e o estado é um grande produtor de prata, ouro, petróleo e areia. Porém, atualmente, a maior fonte de renda do estado é o turismo. Nevada é famoso pelos seus casinos, os quais estão principalmente concentrados em Las Vegas e em Reno.

## História

### Até 1864
Os Nativos americanos já viviam na região onde atualmente se localiza o estado de Nevada milhares de anos antes da chegada dos primeiros exploradores europeus. Todas as tribos indígenas que viviam na região faziam parte da família dos uto-astecas. O primeiro europeu a explorar a região foi o espanhol Francisco Garcés, em 1776, tendo partido do Novo México em direção à Califórnia. Nevada era então parte das colónias espanholas nas Américas. Com exceção de alguns postos comerciais, para a realização de trocas comerciais com nativos indígenas locais, nenhum assentamento habitacional permanente foi instalado na região por décadas.
Em 1821, o México tornou-se independente da Espanha e Nevada então passou a ser controlado pelo México. Porém, os mexicanos pouco se interessaram em colonizar a região do atual Nevada, pelo seu clima desértico, impróprio para a prática da agricultura. Nevada continuou a ser habitada apenas por nativos indígenas locais. Durante a década de 1820, diversos exploradores britânicos, principalmente comerciantes a mando da Companhia da Baía de Hudson. Durante a década de 1830, diversos americanos passaram a explorar a região de Nevada. Em 1830, o americano Joseph Walker partiu de Santa Fé, Texas em direção a Los Angeles, Califórnia. Durante a viagem, na desértica região de Nevada, ele criou uma estrada rústica, para melhor orientação. Esta estrada foi muito usada durante a corrida do ouro da Califórnia de 1848, que atraiu milhares de americanos do leste do país em direção ao oeste.
Ainda em 1848, o México foi derrotado pelos Estados Unidos na Guerra Mexicano-Americana, que se iniciara em 1846. Como consequência, toda a região de Nevada passou a fazer parte dos Estados Unidos. Em 1850 o território de Utah foi instituído. Este território incluía a região centro-norte do atual Nevada. O restante era parte do Território do Novo México, instituído também em 1850.
Gradualmente, também os colonos americanos passaram a instalar-se na região de Nevada. O primeiro assentamento americano em Nevada foi Virginia City (Nevada). Os primeiros assentamentos urbanos foram criados primariamente como centro de fornecimento de suprimentos a pessoas do leste americano viajando em direção ao oeste. Porém, estes suprimentos - entre alimentos, roupas, armas e utensílios básicos - eram muito caros, uma vez que estes produtos eram em sua grande maioria compradas na Califórnia - até o final da década de 1860. Em 1859, grandes depósitos de prata foram encontrados em Virgínia City, atraindo diversas empresas de mineração e milhares de pessoas da Califórnia e do leste americano. A população da região passou de algumas poucas centenas de habitantes em 1850 para 6857 habitantes em 1860. Em março de 1861, o território de Nevada foi criado. Então, este território incorporava apenas as atuais regiões de Nevada anteriormente parte do Território do Novo México.
Ainda em 1861, a guerra civil teve início nos Estados Unidos, dividindo o país em dois: a União, que são os Estados Unidos propriamente dito, e os rebeldes Estados Confederados da América. A maioria da população de Nevada era a favor da União. Abraham Lincoln, presidente dos Estados Unidos à época, queria aprovar uma série de emendas constitucionais que proibissem de vez o uso do trabalho escravo no país. A aprovação da maioria dos membros da Câmara dos Representantes e no Senado seria necessária. A entrada de um novo estado que apoiasse ativamente a União seria de grande valia. Então, Nevada tinha apenas 10 mil habitantes. Em novembro de 1863, uma convenção constitucional foi realizada, para tentar criar uma constituição ao futuro estado de Nevada. Esta constituição continha uma emenda que propunha impostos sobre qualquer minério extraído no estado. A economia de Nevada então era baseada em grande parte na mineração, e esta constituição não foi aprovada. Uma segunda convenção constitucional foi realizada em julho de 1864. Esta constituição foi aprovada. A constituição americana então dizia que apenas territórios com mais de 127 381 habitantes poderiam tornar-se estados. Mas Abraham Lincoln ignorou a Constituição Americana, e tanto Lincoln quanto o Congresso americano aprovaram a elevação de Nevada à categoria de estado. Assim, Nevada tornou-se o 36.º estado americano em 31 de outubro de 1864.

### 1864 - 1945
Em 1866, o governo americano dividiu o então Território de Novo México (que incluía os atuais estados do Novo México e do Arizona, bem como a região sul de Nevada) em três. O Território do Novo México passou a ocupar apenas a porção oriental. A porção central passou a ser o território do Arizona, e o extremo noroeste do território do Novo México foi anexado a Nevada, que, adquiriu, então, suas fronteiras atuais.
O estado de Nevada prosperou economicamente na década de 1860, graças à mineração de prata. Em uma década, a população passou de 6 857 habitantes (em 1860) para 42 491 (em 1870). Porém, em meados da década de 1870, o governo americano impôs limites ao uso da prata no sistema económico do país, diminuindo muito a procura de prata em todo o país. Além disso, a prata então extraída das minas da região era de baixa qualidade, e misturada com diversos outros elementos químicos. Antes das restrições sobre o uso da prata na economia do país terem sido implementadas, os preços da prata eram altos no país, assim possibilitando a cara purificação do minério extraído no estado. Após estas restrições terem sido implementadas, o valor da prata caiu no país, fazendo com que o processo de purificação da prata extraída no estado se tornasse economicamente inviável para as empresas mineiras da região. Assim sendo, muitas das empresas que operavam minas no estado faliram, enquanto outras foram obrigados a demitir centenas de trabalhadores. A taxa de desemprego subiu drasticamente, e muito da população de Nevada saiu em busca de emprego em outros Estados e diversas comunidades tornaram-se cidades fantasmas. A população de Nevada cairia gradualmente até o início do século XX. A pecuária tornou-se, então a principal fonte de renda de Nevada, embora invernos rigorosos e a falta de infraestrutura de transportes adequados impedissem que a pecuária do estado se desenvolvesse rapidamente.
Na década de 1900, novas reservas de minério foram sendo gradualmente descobertas em Nevada, nomeadamente as minas de prata descobertas próximas a Tonopah, em 1900. A prata extraída nestas reservas era de melhor qualidade e os custos de purificação, menores. Assim, a mineração de prata tornou-se novamente uma importante fonte de rendimento do estado de Nevada. Além disso, foram também descobertas reservas de cobre, em 1900. Porém, a mais importante descoberta ocorreu em 1902 e 1903, quando foram encontradas grandes reservas de ouro. Estas descobertas voltaram a impulsionar a indústria mineira. Diversas ferrovias foram construídas para transportar o minério extraído no estado para outras regiões do País, ajudando a desenvolver o comércio urbano e a pecuária de Nevada. 
Ainda durante a década de 1900, o estado de Nevada aprovou uma lei que permitiu a qualquer pessoa divorciar-se: caso tenha vivido no estado por apenas seis meses, procurando assim atrair mais pessoas para a região.
Em 1907, o Governo Federal em parceria com Nevada finalizou Nevada's Newlands Irrigation Project: o primeiro projeto de irrigação artificial, em grande escala, desenvolvido pelo governo americano. Este projeto consistiu principalmente na construção de represas ao longo dos rios Carson e Truckee, o que permitiu a geração de eletricidade e a prática da agricultura em Fallon.
Em 1909, os jogos de azar foram proibidos no estado, num período em que decorreu uma perseguição nacional aos jogos de azar. O estado de Nevada havia legalizado os jogos em 1869, mas os habitantes do estado pressionaram o governo do estado para que proibisse a prática de jogos de azar. Apesar desta proibição, os jogos continuaram a serem praticados ilegalmente pois o cumprimento destas leis saia demasiado caro.
Em 1917, os Estados Unidos entraram na Primeira Guerra Mundial. Então, a maioria das reservas de ouro e de prata de Nevada já se haviam esgotado. Porém, o estado ainda possuía grandes reservas de cobre, bem como de tungstênio e de zinco, metais que tinham grande procura durante a guerra. Estas reservas tinham sido descobertas em meados da década de 1910. Muitas minas foram abertas para responder à procura. Porém, com o fim da Guerra em 1918, a procura e os preços de minérios caiu drasticamente. Diversas minas foram fechadas em Nevada, e o estado entrou em recessão económica.
Em 1927, o Governo de Nevada diminuiu o tempo necessário para que uma pessoa se pudesse divorciar de seis (6) para três (3) meses, e em 1931, para apenas seis (6) semanas. Assim milhares de pessoas instalaram-se no estado para poder obter rapidamente Certificados de Divórcio. Ainda em 1931, Nevada legalizou a prática do jogo de azar no estado tendo em vista primeiramente a economia, fragilizada pela Grande Depressão - que fez com que o setor agropecuário do estado entrasse em declínio - e pela recessão do setor da mineração da década de 1920. O Governo de Nevada esperava a reconsiderar a proibição dos jogos de azar, após uma melhoria nas condições económicas do estado, mas na verdade, e desde então, esta possibilidade nunca foi considerada. assim, diversos casinos foram implantados em Nevada. E a economia do estado prosperou.
Durante o final da década de 1930, reservas consideráveis de ferro, zinco e chumbo foram descobertas em Nevada. A Segunda Guerra Mundial fez com que a indústria de mineração de Nevada florescesse. A produção de material bélico e outros suprimentos necessários na guerra fez com que a procura de cobre, tungstênio, ferro, zinco e chumbo crescessem grandemente. O Governo Americano construiu diversas bases aéreas na região. Entre elas, destaca-se a Área 51, atualmente mundialmente conhecida.

### 1945 - Tempos atuais

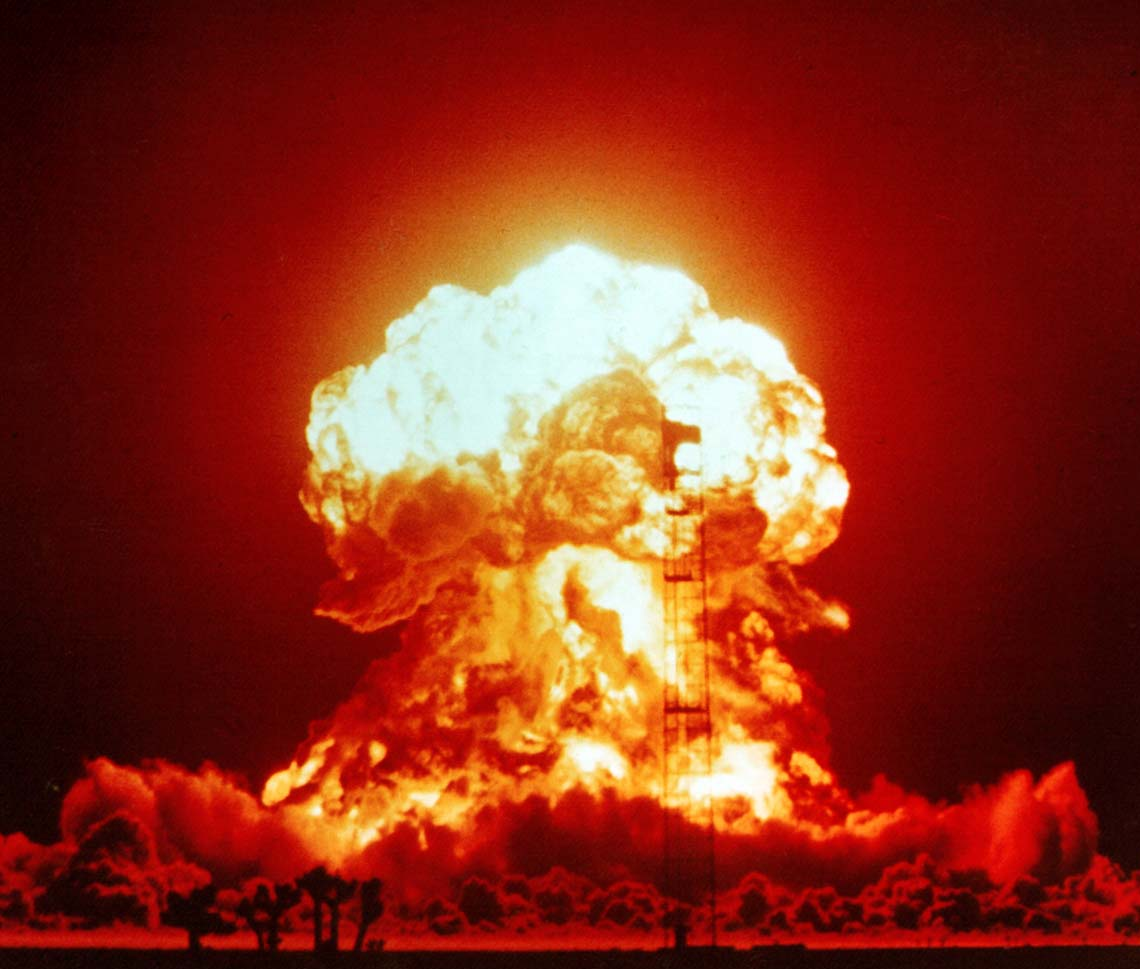
Explosão de uma bomba nuclear em um teste militar no sul de Nevada, na Área de Testes de Nevada.

Após o fim da guerra, em 1945, a queda da procura doméstica e internacional por metais causou o declínio da indústria de mineração de Nevada. Durante a década de 1950, Nevada instituiu uma lei onde obrigava todos os casinos (ou qualquer outro estabelecimento lidando com jogos de azar) a terem uma licença, que seria concedida apenas após rigorosa inspeção e investigação dos equipamentos de cada estabelecimento pelo estado. Esta lei foi criada com o intuito de diminuir trapaças e impedir que os criminosos (especialmente a máfia) entrassem no mercado dos jogos do azar.
Por esta altura, o turismo era já uma importante fonte de rendimento do estado. A importância do turismo na economia de Nevada aumentou rapidamente durante a década de 1950 e 1960. Em 1970, cerca de 15 milhões de turistas visitaram o estado. Atualmente, o turismo é a principal fonte de renda de Nevada.
Ao longo das décadas de 1950 e de 1960 militares americanos realizaram diversos testes de bombas nucleares em uma região totalmente isolada, no sul de Nevada, a apenas 100 km de Las Vegas. Diversas bombas nucleares foram detonadas.
Em 1963, uma disputa judicial entre Nevada, a Califórnia e o Arizona na Suprema Corte dos Estados Unidos, de mais de quatro décadas de duração, teve fim. Esta disputa era sobre reservas de água do Rio Colorado, importantes para o fornecimento de água potável em no Arizona e em Nevada (estados cujo clima é maioritariamente desértico) e na região sudoeste da Califórnia (região de clima desértico). A resolução da Suprema Corte instituiu cotas máximas de água potável que poderiam ser extraídas do Rio Colorado anualmente por cada estado. A prioridade foi dada ao Arizona. Em 1967, um projeto estadual foi criado com o intuito de encontrar novas reservas de água potável para Las Vegas, então em rápido crescimento populacional. Em 1983, este projeto teve fim, com a inauguração de um grande aqueduto que traz água potável do Lago Mead.
Desde a década de 1980, a economia do estado gradualmente tornou-se mais variada, e embora o turismo ainda seja a maior fonte de renda de Nevada, a indústria de manufatura e de construção tornaram-se importantes fontes de renda do estado. Em 2002, o presidente americano George W. Bush aprovou a criação de um depósito de lixo nuclear em Nevada, em Yucca Mountain, uma região isolada e de propriedade do governo federal, levando a protestos do governo do estado e de ambientalistas. Apesar disto, prevê-se que este depósito entre em operação em 2010.
Por anos, os habitantes de Wendover, Nevada e Wendower, Utah, cidades vizinhas mas em estados diferentes, pressionaram o governo de seus respetivos estados a realizarem a fusão. Com esta fusão, Wendower, Utah, passaria a fazer parte de Wendower, Nevada (esta possui cerca de três vezes mais habitantes). Atualmente, o governo de Nevada e o governo do Utah estão discutindo esta fusão. Para se concretizar, a fusão terá que ter a aprovação do Legislativo de ambos os estados e o aval do Congresso americano.

## Geografia

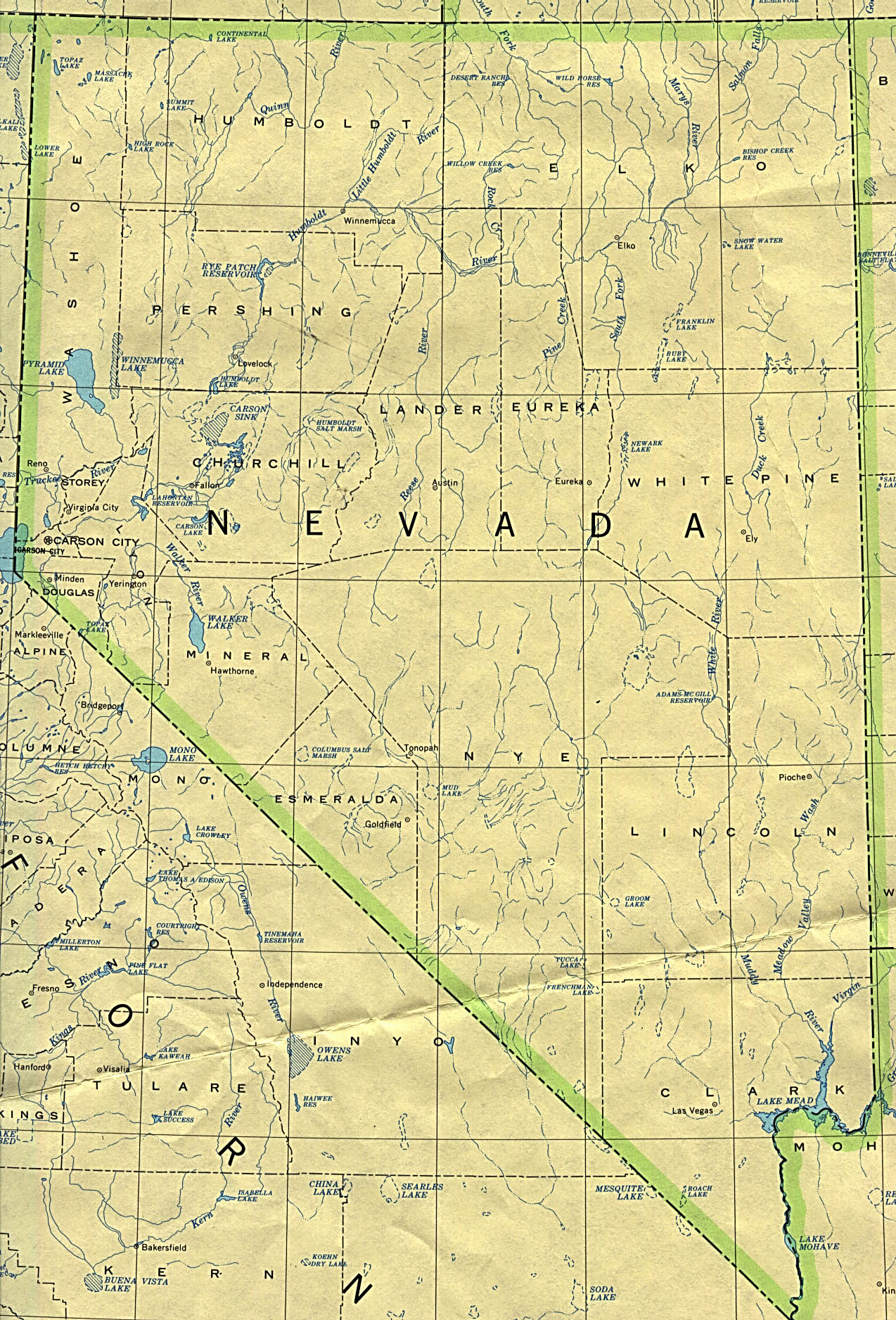
Mapa de Nevada e de seus 16 condados

O estado de Nevada é limitado ao norte pelos estados do Óregon e do Idaho, ao leste pelo Utah e pelo Arizona, e ao sul e a oeste pela Califórnia. O Rio Colorado serve como uma fronteira natural entre Nevada e o Arizona. Com uma área de 286 331,9 km², é o sétimo maior estado em área do país.
Nevada possui poucos rios e lagos permanentes, embora vários rios temporários fluam durante a estação húmida de Nevada. Os dois principais rios cortam o estado são os rios Humboldt e Colorado. O Rio Humboldt desembarca no Humboldt Sink, um pequeno lago localizado em um solo arenoso que já foi o leito de um lago. Os principais lagos são o Maid e o Pyramid. Menos de 2% do estado é coberto por florestas. A maior parte das regiões de Nevada é desértica. Estas regiões são dominadas por imponentes cactus.
O estado de Nevada pode ser dividido em três distintas regiões geográficas:
- A Basin and Range Region, que ocupa a maior parte de Nevada. Esta região geográfica possui grande variação de altitude, variando entre 146 m de altitude no extremo sudeste do estado (junto ao rio Colorado) a 4005 m de altitude (Monte Boundary) no sudoeste. Estes dois pontos são respectivamente o ponto mais baixo e mais alto do estado. A Basin and Range Region caracteriza-se pelo seu solo rochoso e acidentado. Ao longo desta região, existem diversos geisers e piscinas de águas quentes.
- O Planalto de Colúmbia, localizado no extremo nordeste de Nevada, cujas principais características são a presença de vales profundos e estreitos, e pelo seu solo pouco acidentado.
- A Sierra Nevada, é uma cadeia montanhosa localizada no centro-oeste do estado.

### Clima

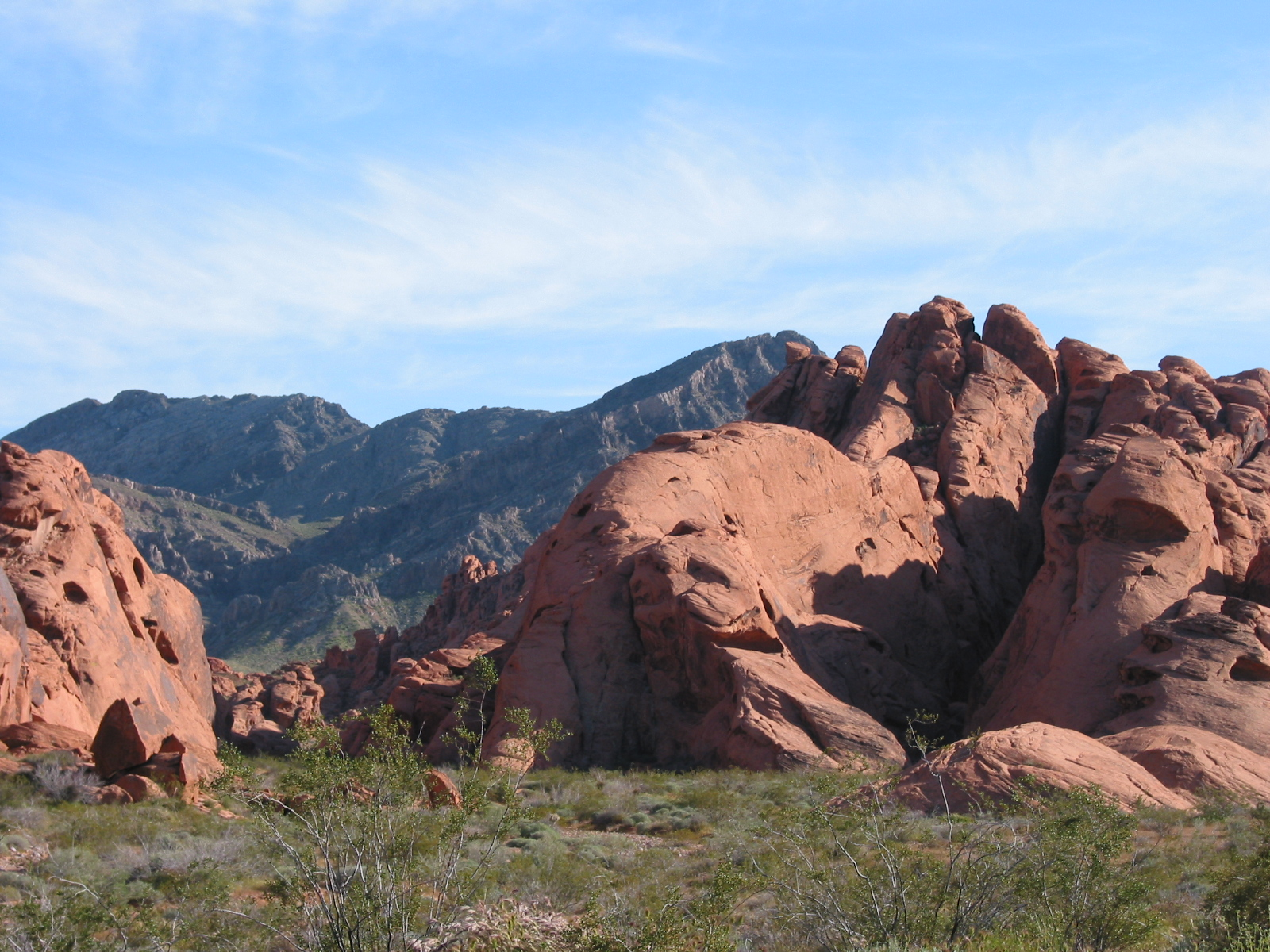
Vale do Fogo, interior de Nevada.

O estado de Nevada possui um clima desértico, com duas estações bem definidas. Os invernos do estado são longos e muito frios, enquanto os verões são quentes na maior parte do estado. Por causa de seu clima desértico, porém, o estado registra grandes variações de temperatura entre o dia e a noite. Por exemplo, Reno por vezes registra diferenças entre a máxima e a mínima de um dado dia maiores do que 25°C. A região sul possui as maiores temperaturas médias o ano inteiro, graças à sua baixa altitude e sua menor latitude, em relação ao resto do estado.
No inverno, as menores temperaturas médias anuais são registradas no nordeste de Nevada, e as maiores no sul do estado. A temperatura média de Nevada é de -4 °C no nordeste, -3 °C no norte e de 6 °C no sul. A média das mínimas é de 2 °C no sul e de -10 °C no nordeste, e a média das máximas é de 13 °C no sul e de 4 °C no nordeste. Extremos variam entre -40 °C e 22 °C. A menor temperatura já registrada em Nevada foi de -46 °C, em 8 de janeiro de 1937, em San Jacinto.
No verão, as maiores temperaturas médias anuais são registradas no sul de Nevada, e as menores, nas regiões de maior altitude do estado e no norte em geral. A temperatura média de Nevada no sul é de 30 °C, e de 21 °C nas regiões de maior altitude e no norte. A média das mínimas é de 21 °C no sul e de 7 °C em regiões de maior altitude e no norte. A média das máximas é de 40 °C no sul e de 29 °C nas regiões de maior altitude e no norte do estado. A maior temperatura já registrada foi de 52 °C, registrada em Laughin em 29 de junho de 1994.
Nevada possui a menor taxa de precipitação média anual de chuva dos Estados Unidos. Apenas regiões de maior altitude recebem mais do que 60 centímetros anuais de chuva. Porém, a maior parte de Nevada recebe menos do que 30 centímetros anuais de chuva. O norte em geral possui uma precipitação média anual de 35 centímetros, enquanto as regiões de menor altitude, que ocupam todo o sul e muito do oeste de Nevada, recebem menos de 20 centímetros por ano. As taxas precipitação média anual de neve em Nevada variam de 750 centímetros na Sierra Nevada para menos de 2,5 centímetros no sul de Nevada.

## Política

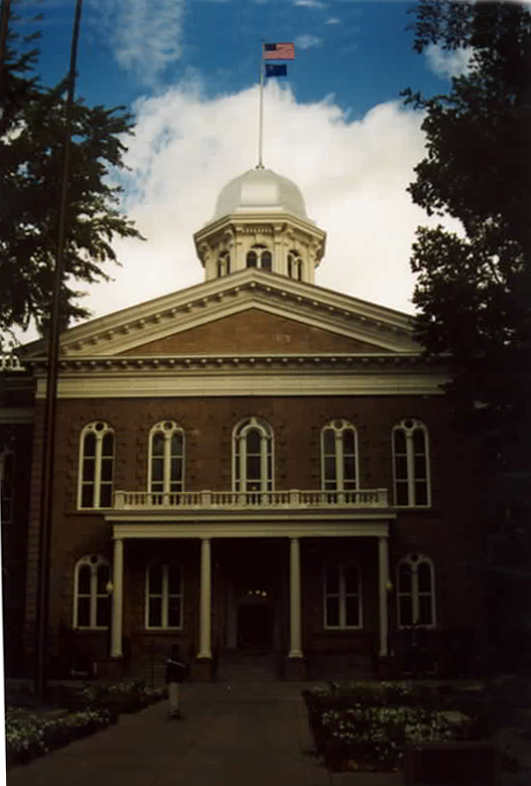
Vista do Capitólio Estadual de Nevada, em Carson City.

A atual Constituição de Nevada foi adotado em 1864. Emendas à Constituição são propostas pelo Poder Legislativo de Nevada, e para ser aprovada, precisa ser aprovada por ao menos 51% do Senado e da Assembleia do estado, em duas votações sucessivas, e então por 51% ou mais da população eleitoral de Nevada, em um referendo. A população do estado também pode propor emendas à Constituição através de abaixo-assinados, onde são necessários ao menos a assinatura de 10% das pessoas que votaram no último referendo ou eleição estadual para governador realizada no estado. Caso este abaixo-assinado tenha um mínimo de 10% de assinaturas, bem como a emenda a ser realizada na Constituição, esta emenda então precisa receber a votação de ao menos 51% dos votantes em dois referendos consecutivos. Se esta emenda é aprovada por 51% ou mais dos votantes em ambas as votações, a emenda é automaticamente aprovada. Emendas também podem ser propostas e introduzidas por convenções constitucionais, que precisam receber ao menos a aprovação de 67% dos votos de ambas as câmeras do Poder Legislativo e 51% dos eleitores do estado em um referendo.
O principal oficial do Poder Executivo de Nevada é o governador. Este é eleito pelos eleitores do estado para mandatos de até quatro anos de duração. Uma dada pessoa pode exercer o cargo de governador apenas duas vezes.
O Poder Legislativo de Nevada é constituído pelo Senado e pela Assembleia. O Senado possui um total de 21 membros, enquanto a Assembleia possui um total de 42 membros. Nevada está dividido em 21 distritos legislativos. Os eleitores de cada distrito elegem um senador e dois membros da Assembleia, que irão representar tal distrito no Senado e na Assembleia. O termo dos senadores é de quatro anos, e dos membros da Assembleia, de dois anos. Como o governador, uma dada pessoa pode exercer o cargo de senador apenas duas vezes. Para os membros da Assembleia, o limite é de seis termos.
A corte mais alta do Poder Judiciário de Nevada é a Suprema Corte de Nevada, composta por sete juízes. Estes juízes são eleitos pela população do estado para mandatos de até cinco anos de duração. Nevada também possui nove cortes distritais, que empregam um total de 51 juízes, eleitos pela população de seus respectivos distritos judiciais para mandatos de até seis anos de duração.
Nevada está dividido em 16 condados diferentes. Estes condados são governados por conselhos compostos por três, cinco ou sete membros. A maior parte das cidades de Nevada é governada por um prefeito e por um conselho municipal.
Cerca de 70% da receita do orçamento do governo de Nevada é gerada por impostos estaduais, dos quais são impostos de venda e impostos cobrados de estabelecimentos de jogo de azar os principais. Os 30% restantes vem de verbas recebidas do governo federal e de empréstimos. Nevada não cobra imposto de renda de seus habitantes. Em 2002, o governo do estado gastou 7,348 bilhões de dólares, tendo gerado 6,888 bilhões de dólares. A dívida governamental de Nevada é de 3,668 bilhões de dólares. A dívida per capita é de 1 693 dólares, o valor dos impostos estaduais per capita é de 1 821 dólares, e o valor dos gastos governamentais per capita é de 3 391 dólares.
Politicamente, a maior parte do estado é dominado pelo Partido Republicano. Porém, o Partido Democrata possui grande força no Condado de Clark, condado que abriga metade da população do estado. No geral, Nevada não é dominado politicamente por nenhum dos partidos. Em eleições para governador, os democratas elegeram mais governadores do que republicanos, embora nas últimas décadas eleições governamentais tenham sido acirradas, com números similares de democratas e republicanos sendo eleitos para governador. Em eleições presidenciais, Nevada têm apoiado primariamente republicanos, embora eleições presidenciais no estado sejam acirradas, com nenhum partido político claramente dominando a eleição no estado.
Nevada é o único estado americano onde a prostituição é legal. A prostituição é legalizada apenas em condados com menos de 400 mil habitantes - atualmente, apenas o condado de Clark possui mais de 400 mil habitantes. Qualquer condado está livre para proibir a prática, em condados que permitem a prática, as cidades possuem o poder de proibir dentro dos limites da cidade. Prostitutas precisam ser maiores do que 18 ou 21 anos de idade (dependendo do condado), e somente podem trabalhar em bordéis. Estes precisam ser cadastrados pelos seus respectivos condados, e pagar uma taxa anual que varia com o condado (de 200 a 100 mil dólares). Prostitutas precisam realizar semanalmente testes para a detecção de diversas doenças sexualmente transmissíveis, e mensalmente para a detecção de HIV, onde os bordéis podem ser considerados culpados caso seus clientes contraiam alguma DST. O uso da camisinha é obrigatório. Bordéis não podem realizar propagandas em condados onde a prática é proibida.
Nevada é também o único estado americano que possui diferentes idades mínimas para diferentes práticas sexuais. Um adulto pode ter "relações sexuais com qualquer pessoa maior de 16 anos de idade", porém, uma segunda lei torna ilegal a solicitação, estimulação ou incitação de qualquer pessoa com menos de 18 anos de idade a realizar o que a própria lei em questão descreve como "o infame crime contra a natureza".

## Demografia

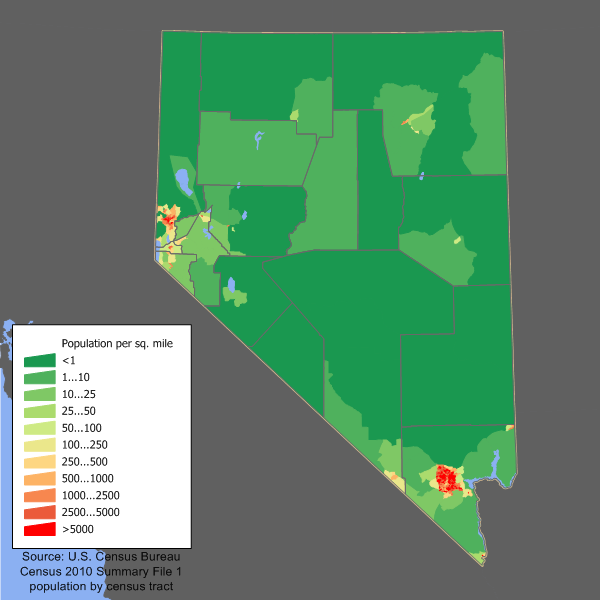
Distribuição da densidade populacional de Nevada.

Pirâmide etária de Nevada

De acordo com o censo nacional de 2000, a população de Nevada em 2000 era de 1 998 257 habitantes, um crescimento de 66,3% em relação à população do estado em 1990, de 1 206 152 habitantes. Uma estimativa realizada em 2005 estima a população do estado em 2 414 807 habitantes, um crescimento de 93,5% em relação à população do estado em 1990, de 20,8%, em relação à população do estado em 2000, e de 3,5% em relação à população estimada em 2004.
O crescimento populacional natural de Nevada entre 2000 e 2005 foi de 81 661 habitantes - 170 451 nascimentos menos 88 790 óbitos - o crescimento populacional causado pela imigração foi de 66 098 habitantes, enquanto a migração interestadual resultou no ganho de 270 945 habitantes. Entre 2000 e 2005, a população de Nevada cresceu em 416 550 habitantes, e entre 2004 e 2005, em 81 909 habitantes. Nevada é o estado americano que possui as maiores taxas de crescimento populacional dos Estados Unidos.
A maior parte de Nevada é escassamente povoado. Cerca de 86% da população de Nevada concentra-se nas duas regiões metropolitanas do estado: Las Vegas e Carson City-Reno. Estas duas são as maiores cidades de Nevada. Apenas outras oito cidades possuem mais de 25 mil habitantes. O estado é altamente urbanizado. Mais de 92% da população de Nevada moram em cidades, e mais de 75% da população do estado nasceu em outro país ou estado, a maior percentagem nos Estados Unidos.

### Raça e etnias
Composição racial da população de Nevada:
- 65,2% Brancos
- 19,7% Hispânicos
- 6,8% Afro-americanos
- 4,5% Asiáticos
- 0,9% Nativos americanos
- 1,4% Duas ou mais raças

Os cinco maiores grupos étnicos de Nevada são alemães (que compõem 14,1% da população do estado), mexicanos (12,7%) irlandeses (11%), ingleses (10,1%), italianos (6,6%), Filipinas (5,2%) e americanos (4,8%).
Mexicanos formam uma pluralidade nos condados de Clark e Pershing, enquanto alemães formam uma pluralidade nos condados de Nye e Humboldt.

### Religião
Religião em Nevada (2014)
Assim como no Resto dos Estados Unidos, a maioria das pessoas em Nevada se declaram cristãos. Em 2014, uma pesquisa da Pew Research Center revelou que 66% dos residentes em Nevada se identificavam como Cristãos (35% como Protestantes, 25% como Católicos, 4% como Mormons, 1 Testemunha de Jeová, 1% Igreja Ortodoxa), 28% Sem Religião, 5% Outras religiões (2% Judaismo, 3% Outras), e 1% se recusaram à responder. Partes de Nevada (na parte oriental do estado) estão situadas no Corredor Mórmon.

### Principais cidades

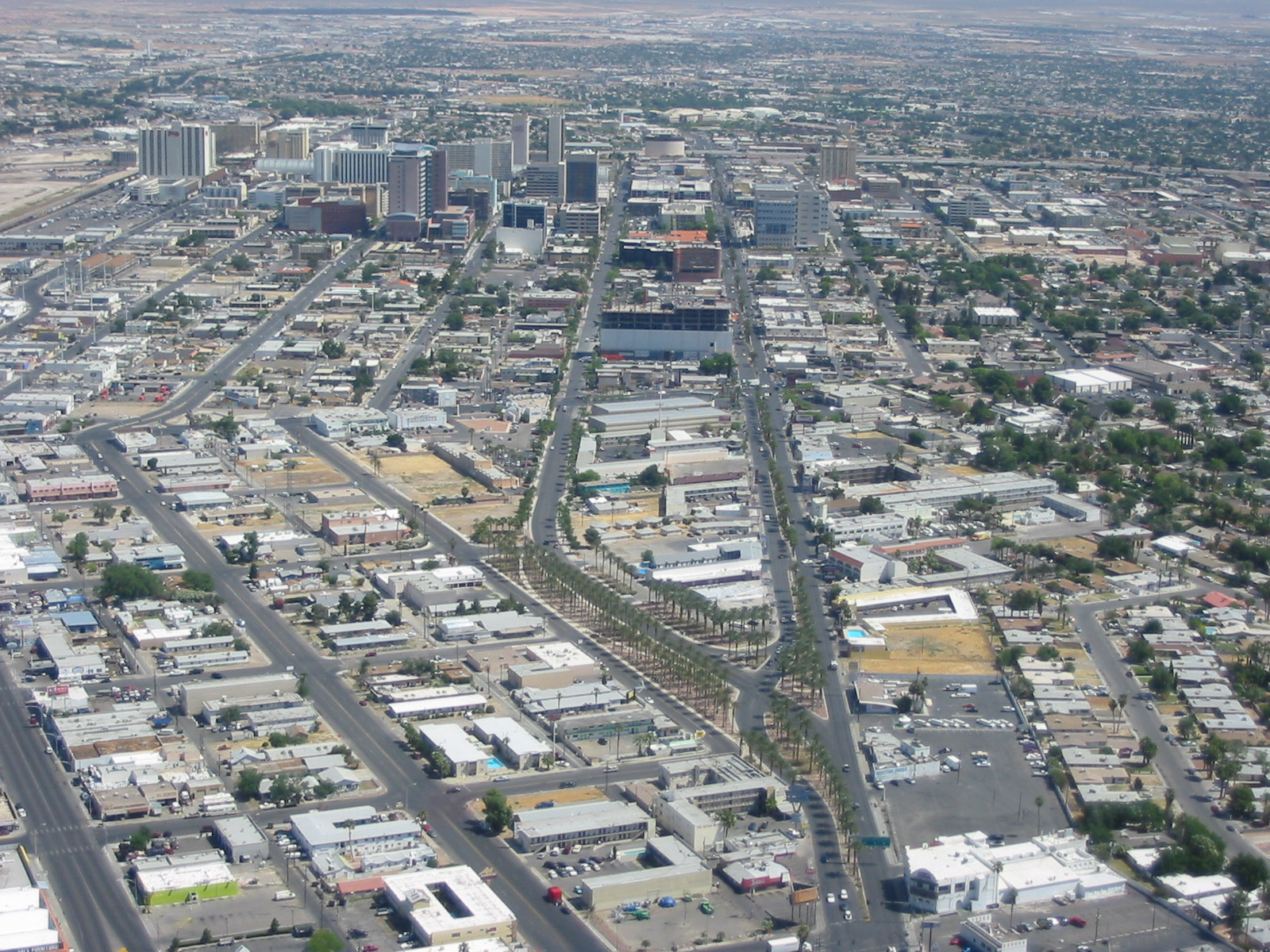
Las Vegas.

Mais de 92% da população de Nevada vive em cidades, e mais de 94% da população do estado vivem em regiões metropolitanas.
- Las Vegas
- Reno
- Henderson
- North Las Vegas
- Sparks
- Carson City
- Pahrump
- Elko
- Boulder City
- Mesquite
- Fernley
- Fallon
- Winnemucca
- Gardnerville
- Minden

## Economia

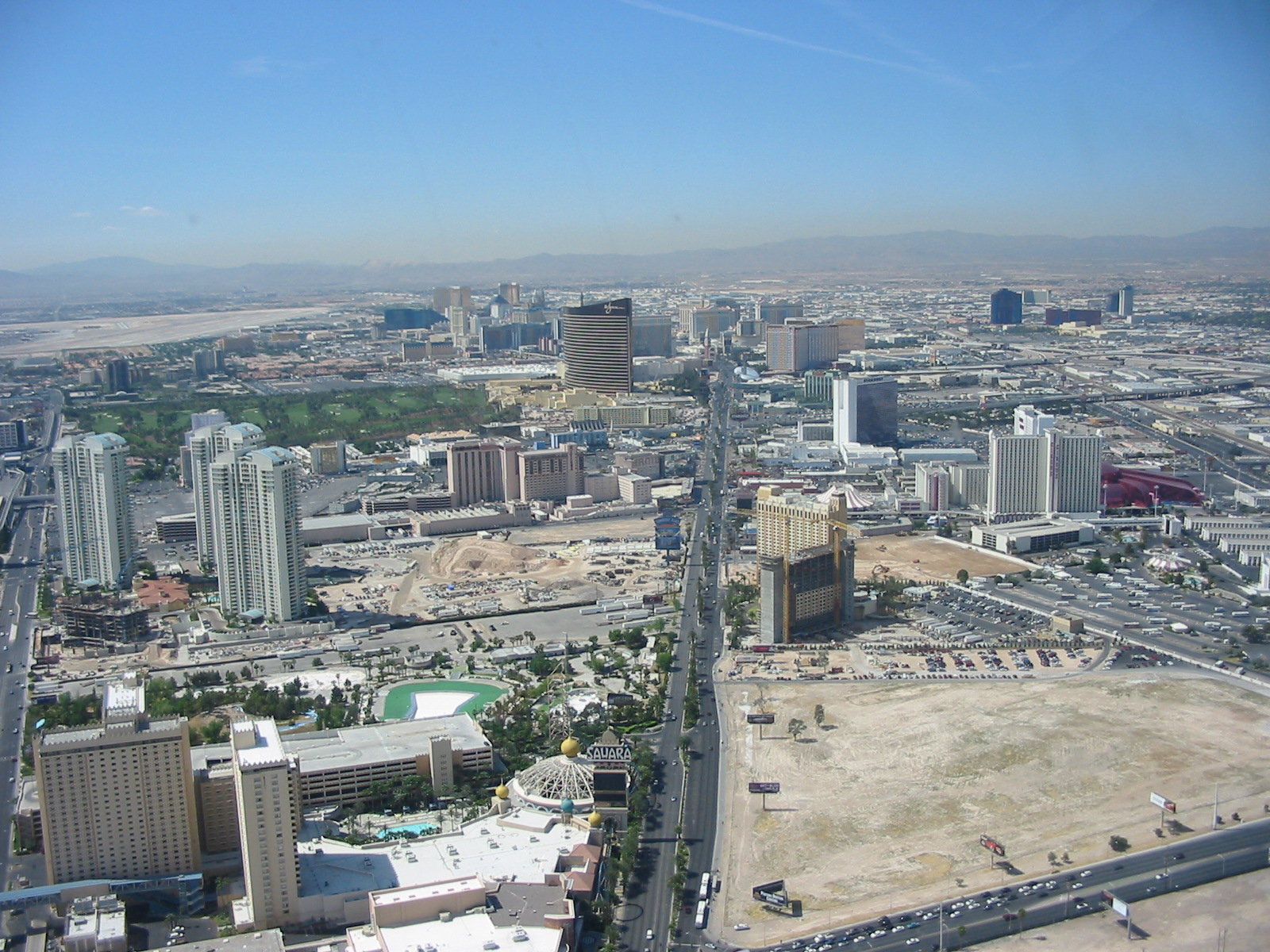
Nevada é conhecido pelos seus luxuosos e extravagantes cassinos, concentrados primariamente em Reno e principalmente em Las Vegas. Aqui, vista aérea da The Strip, avenida que possui vários dos cassinos e hotéis mais conhecidos de Las Vegas.

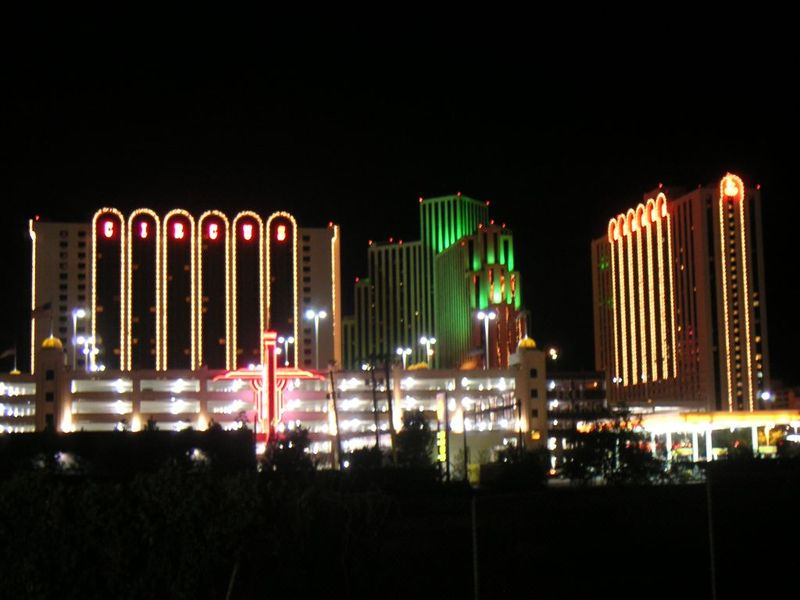
Vista de cassinos em Reno.

O produto interno bruto de Nevada em 2003 foi de 88 bilhões de dólares. A renda per capita do estado, por sua vez, foi de 31 910 dólares, o décimo nono maior do país. A taxa de desemprego de Nevada é de 4,3%.
O setor primário responde por 1% do PIB de Nevada. Nevada possui três mil fazendas, que ocupam cerca de 12,5% do estado. Muito deste terreno é usado apenas para a prática da pecuária. Por causa do clima desértico de Nevada, a prática da agricultura é impossível sem irrigação artificial. Juntas, a agricultura e a pecuária respondem por 1% do PIB do estado, e empregam aproximadamente 19 mil pessoas. O estado possui grandes rebanhos bovinos e ovinos. Os principais produtos agropecuários produzidos no estado são carne e leite bovino e ovino. O principal produto cultivado nas fazendas irrigadas artificialmente de Nevada é palha, usada como alimento por rebanhos bovinos e ovinos. Nevada possui cerca de 500 mil cabeças de gado bovino e 70 mil cabeças de gado ovino. Outros produtos cultivados são alfafas, batatas, cebolas e trigo. Os efeitos da pesca e a silvicultura são negligíveis na economia do estado.
O setor secundário responde por 16% do PIB de Nevada. A indústria de manufatura responde por 10% do PIB do estado e emprega aproximadamente 103 mil pessoas. O valor total dos produtos fabricados no estado é de 4,5 bilhões de dólares. Os principais produtos industrializados fabricados no estado são alimentos industrialmente processados, concreto e material publicitário. A indústria de construção responde por 4% do PIB do estado, empregando aproximadamente 48 mil pessoas. A mineração responde por 2% do PIB de Nevada, empregando cerca de 13 mil pessoas. O principal minério extraído no estado é ouro. Nevada é o maior produtor nacional de ouro, respondendo por 76% do ouro produzido anualmente no país. Outros minerais importantes são prata, tungstênio e magnésio. Em 2004, foram minerados no estado 2,84 bilhões de dólares em ouro e 69 milhões de dólares de prata.
O setor terciário responde por 83% do PIB de Nevada. Cerca de 32% do PIB do estado vêm de serviços comunitários, pessoais e comerciais. Este setor emprega mais de 530 mil pessoas. Serviços financeiros e imobiliários respondem por cerca de 18% do PIB do estado, empregando aproximadamente 125 mil pessoas. O comércio por atacado e varejo responde por 15% do PIB do estado, e emprega aproximadamente 246 mil pessoas. O comércio de Nevada é muito auxiliado pelo turismo - em 2000, turistas gastaram cerca de três bilhões de dólares nos cassinos do estado. Serviços governamentais respondem por 12% do PIB de Nevada, empregando aproximadamente 130 mil pessoas. Transportes, telecomunicações e utilidades públicas empregam 62 mil pessoas, e respondem por 8% do PIB de Nevada. A maior parte da eletricidade consumida no estado é gerada em usinas termelétricas a carvão. usinas hidrelétricas, usinas termelétricas a gás natural e petróleo, bem como usinas geotérmicas, geram a maior parte restante da eletricidade consumida no estado. Usinas solares e eólicas geram eletricidade que abastece pequenas comunidades urbanas do interior.

## Educação
O governo de Nevada começou a planejar um sistema estadual de escolas públicas em 1861, quande Nevada tornou-se um território. Quatro anos depois, em 1865, já elevado à categoria de estado, o poder legislativo estabeleceu um sistema público estadual de escolas públicas, e os primeiros distritos escolares do estado. Porém, o estado inicialmente enfrentou grandes dificuldades na área de educação básica, por causa de sua pequena população e pela presença de vastas regiões onde cidades e comunidades rurais ficavam isoladas do resto do estado. Nestas áreas, escolas existiam, mas atendiam geralmente de três a dez alunos apenas. Estes alunos, por sua vez, muitas vezes viviam longe das escolas, e eram obrigados a percorrer vastas distâncias para poderem frequentá-la. A falta de verbas era constante. Em 1900, o estado inaugurou sua primeira escola de segundo grau.
Atualmente, todas as instituições educacionais em Nevada precisam seguir regras e padrões ditadas pelo conselho estadual de educação do estado. Este conselho controla diretamente o sistema de escolas públicas, que está dividido em diferentes distritos escolares. O conselho é composto por 11 membros eleitos pela população. Nas cidades, a responsabilidade de administrar as escolas é do distrito escolar municipal, enquanto em regiões menos densamente habitadas esta responsabilidade é dos distritos escolares operando em todo o condado em geral. Nevada permite a operação de escolas charter - escolas públicas independentes, que não são administradas por distritos escolares, mas que dependem de verbas públicas para operar. Atendimento escolar é compulsório para todas as crianças e adolescentes com mais de sete anos de idade, até a conclusão do segundo grau ou até os quinze anos de idade.
Em 1999, as escolas públicas do estado atenderam cerca de 325,6 mil estudantes, empregando aproximadamente 17,4 mil professores. Escolas privadas atenderam cerca de 13,9 mil estudantes, empregando aproximadamente mil professores. O sistema de escolas públicas do estado consumiu cerca de 1,738 bilhão de dólares, e o gasto das escolas públicas foi de aproximadamente 5,9 mil dólares por estudante. Cerca de 85,6% dos habitantes do estado com mais de 25 anos de idade possuem um diploma de segundo grau.
Nevada possui cerca de 80 bibliotecas públicas, administradas por 21 sistemas de bibliotecas públicas diferentes. As bibliotecas públicas movimentam anualmente uma média de 5,1 livros por habitante. A maioria delas concentra-se em Las Vegas e em Reno. A primeira instituição de educação superior de Nevada foi a Universidade de Reno, fundada em 1874. O estado possui atualmente 14 instituições de educação superior, das quais seis são públicas e oito são privadas. As maiores instituições de educação superior são a Faculdade de Sierra Nevada e a Universidade de Reno. O Sistema de Universidades e Faculdades Comunitárias de Nevada é o sistema de universidades e faculdades públicas do estado, controlando diversas instituições de educação superior espalhadas em seu território.

## Transportes e telecomunicações
O principal centro aeroportuário, ferroviário e rodoviário de Nevada é Las Vegas. Nevada possui cerca de 60 mil quilômetros de vias públicas. A Amtrak e a Greyhound fornecem serviço de transporte de passageiros interurbano através do uso de ônibus.
O principal aeroporto do estado é o Aeroporto Internacional McCarran, localizado em Las Vegas. É um dos aeroportos mais movimentados dos Estados Unidos e do mundo, atendendo a cerca de 41 milhões de passageiros por ano.
Em 2002, Nevada possuía 1 931 quilômetros de ferrovias. Em 2003, o estado possuía 54 681 quilômetros de estradas e rodovias, dos quais 901 quilômetros eram considerados parte do sistema federal de rodovias interestaduais.
O primeiro jornal publicado em Nevada foi o Territorial Enterprise, publicado em Genoa, em 1858. Atualmente, cerca de 40 jornais são publicados no estado, dos quais seis são diários. Vários destes jornais são impressos em espanhol e voltados especialmente à grande comunidade hispânica do estado.
A primeira estação de rádio de Nevada foi inaugurada em Reno, em 1928. Atualmente, o estado possui 45 estações de rádio - dos quais 18 são AM e 27 são FM - várias delas com sua programação em espanhol. A primeira estação de televisão do estado, por sua vez, foi fundada em 1953, em Las Vegas. Atualmente, Nevada possui 13 estações de televisão.

## Cultura

### Esportes
Algumas equipas das grandes ligas têm jogado temporariamente em Las Vegas, por exemplo o Utah Jazz da National Basketball Association em 1983/84, Los Angeles Lakers da NBA em 1992, e os Oakland Athletics das Grandes Ligas de Basebol em 1996. Este veto às franquias profissionais tem sido rompido pela criação de uma franquia, Vegas Golden Knights, com sede em Las Vegas, que começou a competir na NHL na temporada de 2017/18.
Em tanto, o estado tem sido sede do NBA All-Star Game 2007 e a NBA Summer League desde 2004. Ademais, os Las Vegas Quicksilvers disputaram a North American Soccer League em 1977, contando como estrela de Eusébio.
Las Vegas é conhecida como a capital do boxe profissional. Ali realizaram-se numerosos combates entre estrelas como Muhammad Ali, George Foreman, Ron Lyle, Sugar Ray Leonard, Thomas Hearns, Evander Holyfield, Mike Tyson, Oscar de la Hoya, Floyd Mayweather Jr. e Manny Pacquiao. A partir da década de 1990 a cidade tem albergado numerosos combates de Artes marciais mistas, em particular de Ultimate Fighting Championship.
O Grande Prêmio de Las Vegas foi uma corrida de automobilismo disputada em circuitos temporários, pontuável para a Fórmula 1 e a CART. Em tanto, o óvalo de Las Vegas Motor Speedway tem albergado corridas da NASCAR Cup Series, a CART e a IndyCar Series.
O Shriners Hospitals for Children Open é um torneio de golfe que pertence ao PGA Tour desde 1983. O Seven dos Estados Unidos, um torneio de rugby da Série Mundial de Rugby 7 da IRB, joga-se em Las Vegas desde 2010.
Quanto a desporto universitário, os UNLV Rebels e Nevada Wolf Pack são equipas rivais na Mountain West Conference. Os Rebels destacaram-se em basquete masculino, onde conseguiram 13 campeonatos de conferência, um campeonato nacional e quatro semifinais nacionais. A sua vez, em Nevada joga-se a final da MWC de basquetebol masculino e o Las Vegas Bowl de futebol americano.
Em 2017 fundou-se a única equipa profissional de Futebol das Las Vegas chamado Las Vegas Lights FC que joga desde 2018 na USL Championship a segunda liga mais importante dos Estados Unidos.
O estado também é sede de um dos mais famosos jogadores de todos os tempos de tênis Andre Agassi, e a atual estrela de baseball Bryce Harper.

### Símbolos do estado
- Árvores: Pinus monophylla e Pinus balfouriana
- Codinomes:
  - Silver State
  - Battle-Born State (não oficial)
  - Sagebrush State (não oficial)
- Cores: Azul e prata
- Flor: Artemisia tridentata
- Fóssil: Ichthyosauria
- Grama: Oryzopsis hymenoides
- Lema: All for our country (Tudo pelo nosso país)
- Mamífero: Ovis canadensis nelsoni
- Metal: Prata
- Música: Home Means Nevada (Casa significa Nevada)
- Pássaro: Sialia currucoides
- Pedra preciosa: Opala
- Pedra semi-preciosa: Turquesa
- Peixe: Truta
- Réptil: Gopherus agassizii
- Rocha: Arenito

### Outras fontes
- «United States Census Bureau» (em inglês)
- «Website oficial do Nevada» (em inglês)
- «United States Department of Education» (em inglês)
- «United States Department of Commerce» (em inglês)
- «National Oceanic and Atmospheric Administration» (em inglês)
- Bowers, Michael W (2002). The Sagebrush State: Nevada's History, Government, and Politics. [S.l.]: University of Nevada Press. ISBN 0-87417-516-X
- Friedman, Lawrence M (2002). American Law in the Twentieth Century. [S.l.]: Yale University Press